# Acaena inermis
Acaena inermis är en rosväxtart som beskrevs av Joseph Dalton Hooker. Acaena inermis ingår i släktet taggpimpineller, och familjen rosväxter. Inga underarter finns listade i Catalogue of Life.